# بروس بيشتل
بروس بيشتل (بالإنجليزية: Bruce Bechtel)‏ هو مهندس أمريكي، ولد في 13 فبراير 1955.